# بروس غرانت
بروس غرانت (بالإنجليزية: Bruce Grant)‏ هو متزحلق جبال الألب نيوزيلندي، ولد في 10 ديسمبر 1963 في كوينزتاون في نيوزيلندا، وتوفي في 13 أغسطس 1995 في جبل كي 2 في الصين.

## وصلات خارجية
- بروس غرانت على موقع أوليمبيديا (الإنجليزية)
- بروس غرانت على موقع اللجنة الأولمبية النيوزيلندية (الإنجليزية)